# Robert Weise

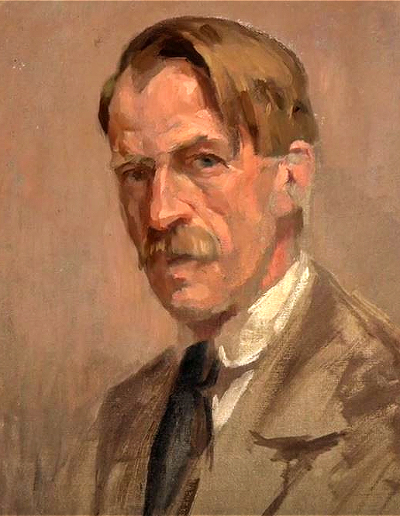
Selbstbildnis

Robert Weise (* 2. April 1870 in Stuttgart; † 5. November 1923 in Starnberg) war ein deutscher Maler, Zeichner und Illustrator. Seine Werke sind durch den französischen Impressionismus beeinflusst, weisen darüber hinaus auch Tendenzen zum Jugendstil auf.

## Leben
Robert Weise wurde 1870 geboren. Seine militärische Ausbildung musste er 1888 wegen einer Krankheit aufgeben, woraufhin er sich der Malerei zuwandte. Zunächst nahm er bei Hermann Drück an der Kunstakademie Stuttgart Privatunterricht. 1889 wechselte er an die Kunstakademie Düsseldorf, wo er drei Jahre bei Heinrich Lauenstein (Elementarklasse), Hugo Crola (Vorbereitungsklasse), Peter Janssen (Antiken- und Naturklasse), Adolf Schill (Klasse für Ornamentik und Dekoration) und Arthur Kampf studierte. Sein Studium führte er 1892 und 1893 während der Wintermonate in Paris an der Académie Julian bei Jean-Joseph Benjamin-Constant und Adolphe William Bouguereau und Henri-Lucien Doucet (1856–1896) fort.
Bevor er 1896 nach München übersiedelte, unternahm Weise längere Reisen nach Belgien, Holland, Italien und Spanien. In der bayerischen Metropole freundete er sich mit Mitarbeitern der „Jugend“ an. Zu dem Kreis zählten u. a. Fritz Erler, Leo Putz, Reinhold Max Eichler und Adolf Meiser, die bei Paul Hoecker an der Münchner Kunstakademie studiert hatten. Georg Hirth, der Gründer der Zeitschrift Jugend, wollte den jungen Künstlern ein Forum bieten und beauftragte sie mit der Illustration und der dekorativen Gestaltung seiner Wochenschrift. 1899 schlossen sich einige von ihnen zu einer Ausstellungsgemeinschaft zusammen, die sich den Namen „Scholle“ gab. Ab 1900 verbrachte Weise mehrere Monate im Jahr in Wartenberg bei Erding, wo er sich ein Atelier und ein Wohnhaus errichtete, blieb jedoch mit den Münchner Kollegen in Verbindung. 1901 stellte die Münchner Secession den Scholle-Künstlern ihre Räume für eine Ausstellung zur Verfügung. Für sein Werk „Die Städterin“ erhielt Robert Weise die Goldene Medaille II. Klasse. Seine Werke wurden in verschiedenen Kollektivausstellungen in Dresden, Düsseldorf, Köln, Mannheim und Wien gezeigt.
1901 beschloss Weise, dem hektischen Großstadtleben den Rücken zu kehren und zog mit seiner Ehefrau Walburga und Tochter Gertraud an den Bodensee. Bereits 1899 hatte er sich in der Deutschschweizer Grenzregion aufgehalten. Für fünf Jahre ließ er sich in Gottlieben am Schweizer Ufer des Untersees nieder. Dort lebte die Familie – Sohn Kurt wurde hier geboren – zur Miete im Haus der Malerin Mathilde von Zúylen-Ammann.
Über diesen Lebensabschnitt Weises schrieb der Kunstschriftsteller Fritz von Ostini: „In dem kleinen Ort am Untersee hat er seine glücklichsten und ungestörtesten Schaffensjahre erlebt. Bis 1906 konnte er an dem idyllischen Ort bleiben, ganz im innigsten Verkehr mit der Natur lebend, zu allen Jahreszeiten malend. So wurden ihm Leben und Schaffen zu einer einzigen Harmonie, die sein Wesen erfüllte und im Kreise seiner kleinen Familie, wie im Verkehr mit einigen wenigen geistig bedeutenden Menschen, die in der Nähe wohnten (…). Da waren die Dichter Hermann Hesse, Ludwig Finckh, Emil Strauß, Emanuel von Bodman, der Maler und Bildhauer Ernst Würtenberger und andere Berufsgenossen.“ Heinrich Schmidt-Pecht, der Leiter der Städtischen Wessenberg-Galerie Konstanz, erwarb ein Gemälde Weises und einige Grafiken für die Sammlung.
Nach einer Begegnung mit Wilhelm Schäfer wurden Werke von Weise 1900 und 1904 in der von Schäfer herausgegebenen Zeitschrift „Die Rheinlande“ veröffentlicht. Nach der Gründung des von Schäfer initiierten „Verband der Kunstfreunde in den Ländern am Rhein“ trat Weise diesem bei. 1912 und 1913 gehörte Weise dem Vorstand der Stuttgarter Kunstkommission des Verbandes an und beteiligte sich 1913 an dessen Ausstellung in Essen.
Im Frühjahr 1906 erhielt Weise eine Einladung der „Württembergischen Kunstfreunde“, in einem eigenen Atelier in Stuttgart mit einem Jahresgehalt ohne Verpflichtungen und mit guten Ausstellungsmöglichkeiten zu arbeiten. 1911 erhielt er den Professorentitel. Sein Name taucht 1906 auch im Mitgliederverzeichnis des Ausstellungskatalogs der 3. Ausstellung des Deutschen Künstlerbundes 1906 im Großherzoglichen Museum in Weimar auf. 1914 wurde Weise an die Großherzogliche Sächsische Kunstschule in Weimar berufen. Dort wurde Irmgard von Bongé eine seiner Schülerinnen. 1918 siedelte Weise nach Starnberg über, wo er 1923 starb.

## Werk und Stil
Robert Weises Gemälde sind durch die französische Freilichtmalerei inspiriert, in der sich Natur, Figur und Licht stimmungsvoll zu einer ruhigen Einheit verbinden.
Obwohl sein Stil erzählerisch ist, erscheinen die flächigen Kompositionen fest gefügt, was vor allem am entschiedenen, kurz gehaltenen Pinselduktus liegt. Mit Vorliebe stellte der Maler in seiner Münchner und Gottlieber Zeit das unbeschwerte Dasein des Menschen in der Natur dar, wobei die durch Sonne und Schatten belebte Vegetation eine ebenso unaufdringliche wie ansprechende Kulisse für seine Figuren bildet, oft schöne Damen in dekorativen Kleidern. Daneben entstanden zeitlebens Stillleben und Landschaftsbilder, in denen er vor allem die Gegend bei Wartenberg festhielt.

### Illustrationen
- Marie von Ebner Eschenbach: Hirzepinzchen. Ein Märchen. Mit 6 Farbtafeln und Farb-Floral-Rand um Textseiten von Robert Weise. Stuttgart 1890
- Jacob Grimm: Märchen. Union Deutsche Verlagsanstalt, Stuttgart 1903
- Wilhelm Hauff: Märchen. Union Deutsche Verlagsanstalt, Stuttgart 1901 und 1911

### Werke in Museen
Folgende Museen besitzen Werke von Robert Weise:
- Konstanz: Städtische Wessenberg-Galerie
- München: Neue Pinakothek
- Münster: LWL-Landesmuseum für Kunst und Kulturgeschichte
- Stuttgart

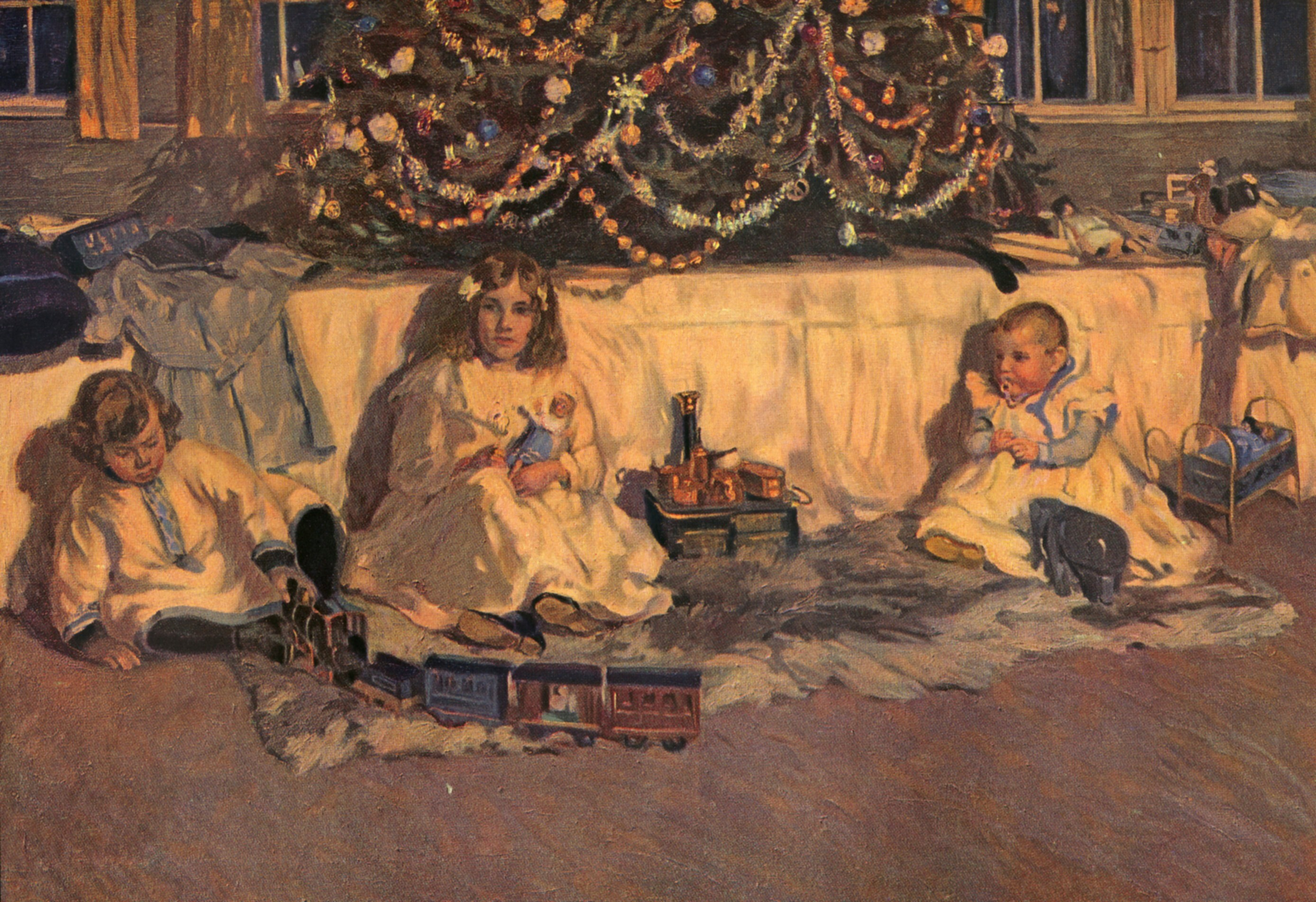
Weihnachtszauber
Die Blaue Stunde
Der Wald
Mein Sommeratelier
Bildnis einer Dame